# Acrapex brunneella
Acrapex brunneella là một loài bướm đêm trong họ Noctuidae.